# 20/20 (programa de televisión)
20/20 es un programa de noticias en la televisión estadounidense, clasificado como un "television newsmagazine" ("magacín informativo en la televisión"), que se ha emitido por la American Broadcasting Company (ABC) desde el 6 de junio de 1978. Creado por el ejecutivo de ABC News, Roone Arledge, el programa fue diseñado de manera similar a 60 Minutes de Columbia Broadcasting System (CBS), pero concentra en historias de interés humano más que en temas internacionales o políticos. El nombre del programa deriva de "20/20", una medición de la agudeza visual.

## Historia

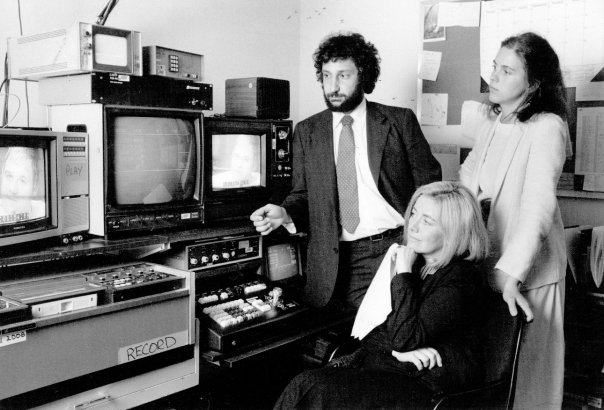
El productor Bill Lichtenstein y la periodista Sylvia Chase (al centro) editando un reportaje de 20/20 sobre la guerra callejera de Youngstown (Ohio) y el controvertido sheriff James Traficant. 1 de septiembre de 1983.

Los presentadores de la primera transmisión del show fueron Harold Hayes, el editor renombrado de la revista Esquire que también se desempeñaba como productor sénior, y Robert Hughes, un crítico de arte afamado por su trabajo para Time. El debut recibió duras críticas; The New York Times lo describió como "vertiginosamente absurdo," mientras que The Washington Post lo denunció como "la peor puñalada al periodismo de caramelo." En su autobiografía, Roone: A memoir, Roone Arledge señaló que el parte más embarazoso de ese programa inicial fue en los segmentos de Claymation que representaban al Presidente de esa era, Jimmy Carter, cantando "Georgia on my Mind," y al periodista Walter Cronkite, de CBS, entonando "That's the way it was" ("Esa es la forma en que estaba") al cerrar el show. Como resultado de las críticas feroces, se realizaron cambios serios y drásticos inmediatamente: Hayes y Hughes fueron despedidos (así como el productor ejecutivo, Bob Shanks), y Hugh Downs, quien entonces era semirretirado, fue contratado como presentador único del programa a partir de la siguiente semana.
También en la primera transmisión de 20/20, la secuencia de inicio consistía en un par de monóculos, cuyos lentes mostraban las barras de color que frecuentemente se ven en la patrón de prueba SMPTE (siempre utilizada por las estaciones de televisión cuando terminan sus transmisiones). Los monóculos estaban sobre un fondo amarillo y estaban rotados para revelar el estudio de 20/20.
Con Downs como su presentador, 20/20 se transformó en un magacín informativo de estilo más estándar pero único que recibió comentarios más favorables. Originalmente el show era percibido como una serie de reemplazo de verano, pero más tarde fue emitida una vez al mes durante la temporada 1978-1979, antes de adquirir un horario regular en los jueves a las 22:00 a partir del 31 de mayo de 1979. Los niveles de audiencia fueron generalmente buenos durante las épocas estivales de los ocho años en que el programa se emitió las noches de los jueves, a pesar de tener como competencia a Knots Landing en la CBS y Hill Street Blues de la NBC.
Barbara Walters unió a 20/20 en 1979 como una copresentadora menor, pero en el otoño de 1981 ya se había convertido en una contribuyente regular especial. En 1984 pasó a ser la copresentadora del show junto a Hugh Downs, así reuniendo un dúo que ya había presentados juntos en el programa Today de la National Broadcasting Company (NBC) entre 1964 y 1971. El dúo permaneció en al aire durante los próximos quince años.
En el otoño de 1987, 20/20 fue trasladado a nuevo horario en los viernes a las 22:00, en donde obtuvo el puesto 21 o en las calificaciones anuales durante la temporada 1991-1992 como un resultado. Se emitió en ese mismo horario hasta el otoño de 2001, cuando la serie fue brevemente reemplazada por Once and Again, solo para regresar nuevamente cuatro meses después. Básicamente ha mantenido ese horario desde entonces. Mientras la serie brevemente se trasladó a la franja horaria de las 20:00 el 12 de octubre de 2007, volvió a su horario habitual dos semanas después.
En 1997, una segunda edición semanal de 20/20 fue estrenada. Durante un tiempo desde 1998 hasta 2000, ABC News combinó 20/20 y Primetime Live para competir con Dateline NBC. Las ediciones fueron llamadas 20/20 Monday, 20/20 Wednesday, 20/20 Thursday, 20/20 Friday, 20/20 Sunday, y finalmente, 20/20 Downtown. En 2000, ABC News regresó los noticieros al programa original (20/20), restableció Primetime Thursday, y escindió 20/20 Downtown como simplemente Downtown. A principios de 2002, el programa fue solamente siendo transmitido en su horario original en los viernes.
Downs retiró en 1999, y Walters se convirtió en la única copresentadora hasta 2002, cuando John Miller fue contratado para ser un copresentador permanente de la serie. Sin embargo, nunca se puso muy cómodo en la silla de presentación, y un año después, aprovechó la oportunidad para reunirse con la aplicación de la ley. Por pocos meses a principios de 2003, Walters presentaba en solitario otra vez. Sin embargo, en mayo de 2003, John Stossel, el creador de una serie de segmentos controvertidos pero populares llamada "Give Me a Break," fue nombrado como copresentador de 20/20. Como una de las primeras presentadoras veteranas, Walters eligió entrar en semi-retiro como una periodista de televisión en 2004. Sin embargo, permaneció como una contribuidora frecuente al show. Elizabeth Vargas, una reportera para ABC News, fue promovida a una copresentadora. En septiembre de 2009, antes del inicio de su nueva temporada, John Stossel anunció que dejaría el programa después de 28 años para seguir un nuevo programa semanal en el Fox Business Channel. Barbara Walters también contribuye informes junto con Diane Sawyer. El 10 de diciembre de 2009, fue anunciado que Chris Cuomo, un presentador de Good Morning America, fue promovido a un copresentador de 20/20, junto a Elizabeth Vargas.

## Spin-offs

### 20/20 Downtown
A diferencia de la mayoría de otros magacines informativos, 20/20 Downtown (más tarde conocido como simplemente Downtown) nunca fue presentado por ningún presentador importante. Un equipo conjunto de presentadores condujeron el magacín, que era dirigida hacia espectadores más jóvenes. Los deberes de presentación y reportaje fue manejados por un equipo que consistía de Elizabeth Vargas, Cynthia McFadden, Chris Cuomo, Jay Schadler, y John Quiñones. Fue cancelado en 2002, pero regresó por una sola temporada en 2003 como Primetime Monday con los mismos presentadores y el mismo formato.

## Ediciones especiales
20/20 ha tenido muchos informes únicos con una hora en duración durante los años, que incluyen, entre otros, "Waiting on the World to Change" ("Esperando para un cambio en el mundo"), que discute un año en las vidas de niños en una de las ciudades más pobres en Estados Unidos; "Caught on Tape" ("Cogido en cámara"), una serie sobre la proliferación de cámaras en nuestra sociedad y su impacto en nuestras vidas; "Sweet Revenge" ("Venganza dulce"), un informe sobre las diferencias entre los cerebros masculinos y femeninos; y "When is Young Too Young?" ("¿Cuando es joven demaisado joven?"), que informa sobre adolescentes y niños que tienen rasgos adultos, tales como una niña con 11 años de edad que es una pilota de carreras, o un niño con 10 años de edad que es un matador.
Una edición especial de 20/20 con dos horas de duración, con el título Drama High: The Making of a High School Musical ("Alta drama: La producción de un musical en la escuela secundaria"), que se emitió el 15 de diciembre de 2008. Con más que 300 horas de secuencias, Drama High presenta los campos de minas que los estudiantes deben navigar, tanto en el escenario y fuera del mismo, cuando probando para un musical de la escuela secundaria. El programa documenta los viajes de los estudiantes de Westfield High School, una escuela predominantemente blanca en Virginia que está escenificando The Wiz, una adaptación musical de The Wizard of Oz con un elenco negro. El programa fue una salida del formato usual de 20/20 en el hecho que la historia no es contada por un correspondiente o narrador, pero por los mismos estudiantes, a través de sus diarios íntimos en vídeo.
En agosto de 2006, un especial de dos horas, titulado Last Days on Earth, discutió siete maneras en que vida en la Tierra podría terminar. Desde entonces, el especial se ha emitido por The History Channel.

## Música
La música distintiva para 20/20 fue escrita por Robert Arnold Israel, y basado en la tema musical para ABC World News, escrita por Lillian Scheinert. La tema original fue renovado en 1993, y fue sustituida posteriormente en 1999 junto con el logotipo de 20/20 y la mesa de los presentadores. La tema orquestral de 20/20 era finalmente actualizada en 2001, junto con pocas modificaciones en 2003 y 2005. En 2010, la tema fue actualizada otra vez, junto con los gráficos, para reflejar el nuevo tono del magacín informativo.

## Eslóganes
A principios de los años 1990, el programa utilizó en su introducción la consigna "Around the World and Into Your Home; The Stories That Touch Your Life" ("En todo el mundo y en su hogar, las historias que toque tu vida").

## Presentadores anteriores
- Harold Hayes (1978)
- Robert Hughes (1978)
- Hugh Downs (1978–1999)
- Barbara Walters (1979–2004)
- Diane Sawyer (1998–2000)
- Charles Gibson (1998–2000)
- Sam Donaldson (1998–2000)
- Connie Chung (1998–2002)
- Jack Ford (2000–2001)
- John Miller (2002–2003)
- John Stossel (2003–2009)

## Correspondientes actuales y anteriores
- Martin Bashir
- Sylvia Chase
- Catherine Crier
- Arnold Diaz
- Thomas Hoving
- Tom Jarriel
- Timothy Johnson
- Peter Lance
- Dave Marash
- Cynthia McFadden
- Lisa McRee
- Perri Peltz
- Juju Chang
- Stone Phillips
- John Quiñones
- Bill Ritter
- Geraldo Rivera
- Deborah Roberts
- Brian Ross
- Carl Sagan
- Jay Schadler
- Lynn Sherr
- Sander Vanocur
- Chris Wallace

## Emisiones internacionales
Junto con la otra programación de ABC News, 20/20 se muestra las 24 horas del día en el canal de noticias OSN News (anteriormente conocido como Orbit News) en Europa y el Medio Oriente. El programa se transmite los miércoles por MBC 4 en el Medio Oriente, y se emite por Channel NewsAsia en Singapur.
En Canadá, 20/20 es actualmente disponible en CHCH-DT de Hamilton y Toronto, en CJNT-DT de Montreal, y en CHNU-DT en Vancouver. En Australia, el programa es emitido en los domingos a las 2:00 en una edición extendida, así como en los miércoles a las 1:30 en su duración original, por Sky News Australia en televisión por cable. En Hong Kong el programa se emite los lunes y viernes por Television Broadcasts Limited, y en Indonesia se emite en los viernes a las 13:05 en MetroTV.

### Versiones locales
En 1993, en Colombia la programadora Jorge Barón Televisión realizó la versión semanal 20/20 lo transmitía los martes a las 10:30 p. m. hasta 1998 cuando lo pasó los miércoles a las 9:00 p. m. duró hasta 2001.
En 1994, la cadena de televisión chilena La Red estrenó su propia versión de Reportajes 20/20, que mezcló los informes realizados por el departamento de prensa de dicha estación con los realizados por la versión estadounidense. El programa duró hasta 1995, cuando el canal cerró su departamento de prensa a causa de una crisis financiera, lo que impidió seguir realizando el ciclo.
En 1998, TV3 en Irlanda estrenó su propia versión de 20/20, que mezcló informes de Irlanda con informes de la versión estadounidense hasta su cancelación en 2002. En Nueva Zelanda la cadena Television New Zealand emite su propia versión local con una hora en duración, que cuenta con historias locales así como historias internacionalmente producidas.